# もも太郎

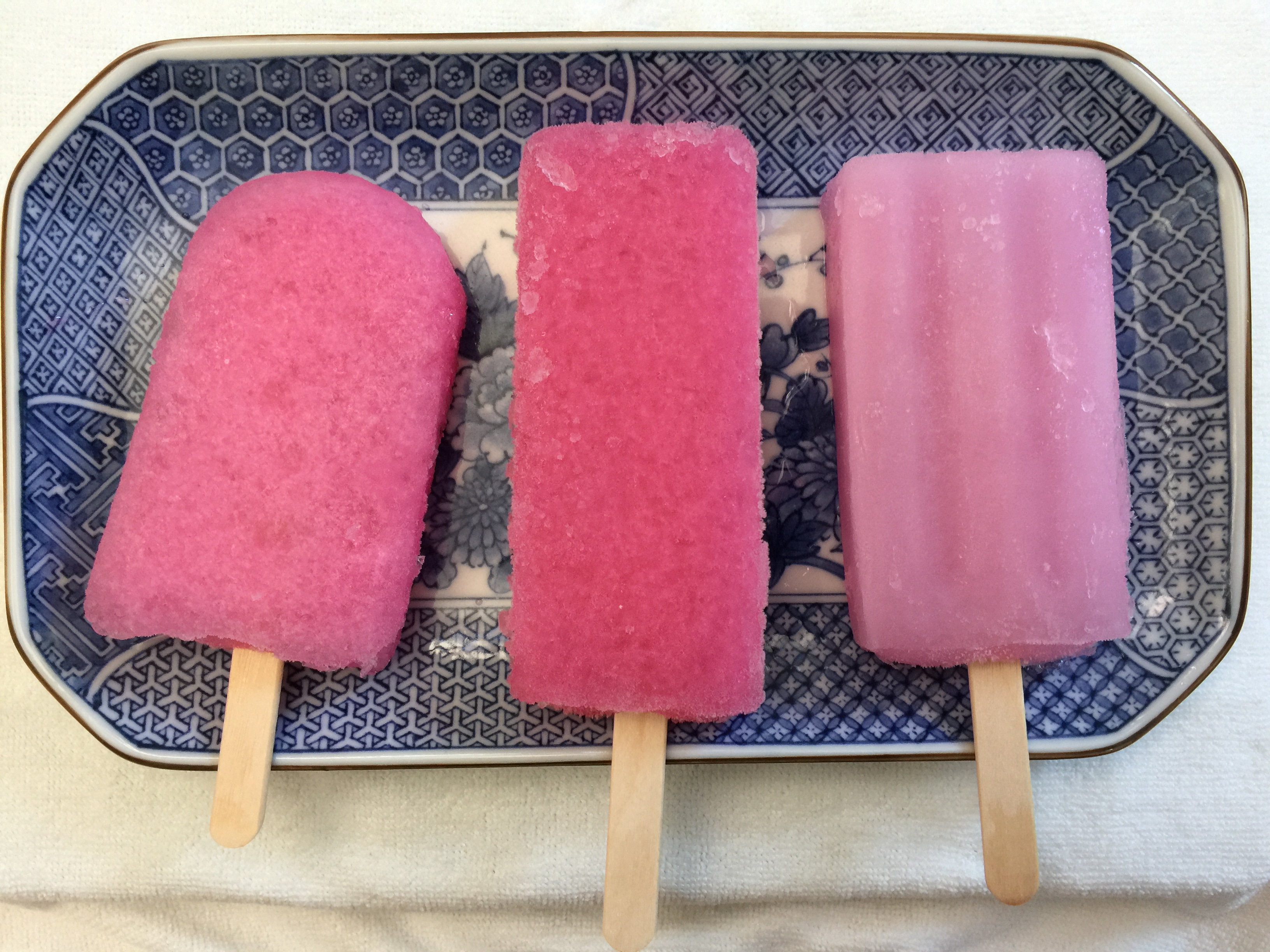
もも太郎（左から、さかたや、セイヒョー、第一食品）

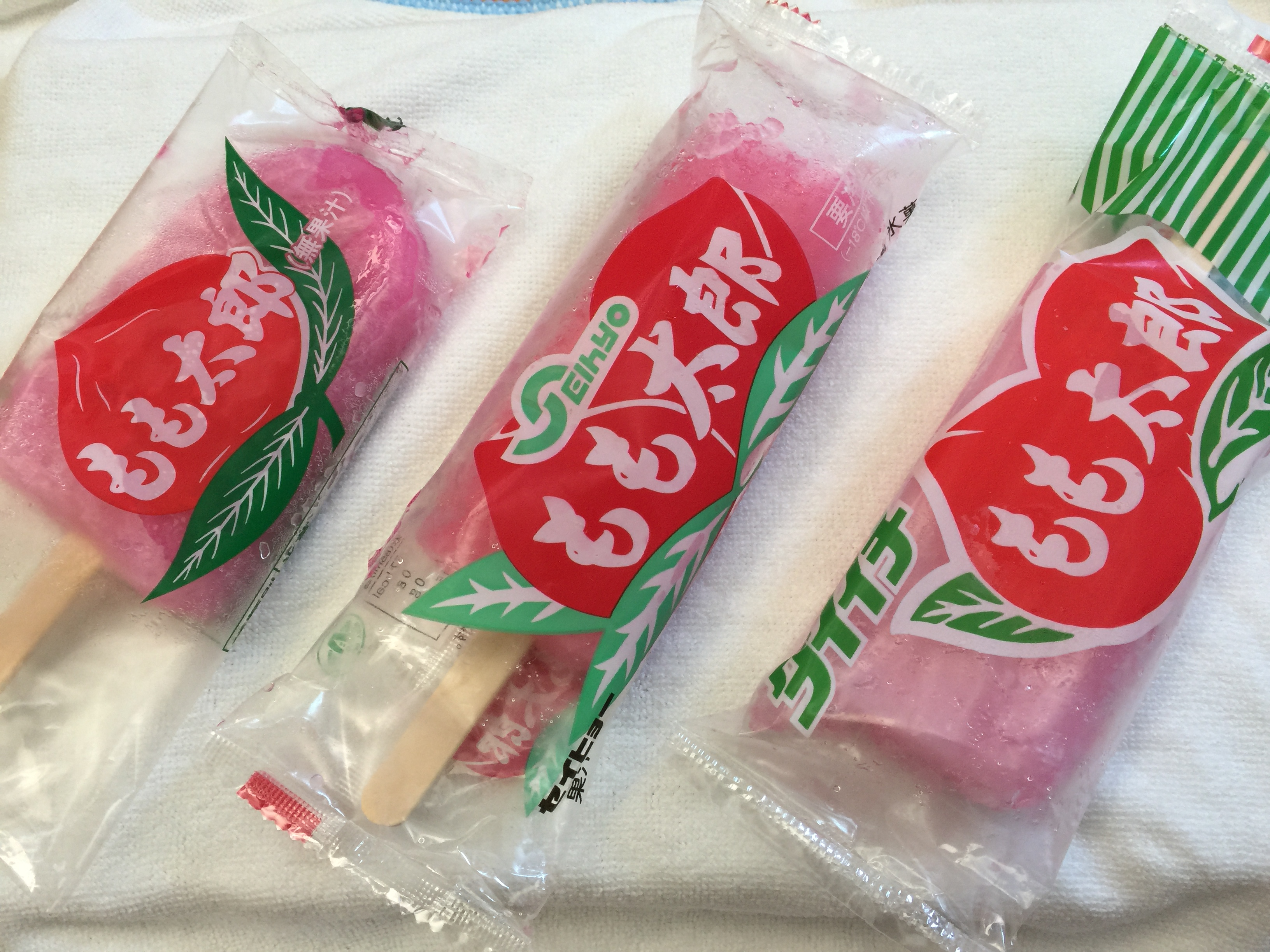
各社から出ているもも太郎

もも太郎（ももたろう）は、新潟県内で製造、販売されている氷菓。新潟県内にある二社（セイヒョー（新潟市）、第一食品（燕市））がそれぞれ「もも太郎」という商品名の氷菓を製造している。
かつては長岡市にあるさかたやも2017年（平成29年）までもも太郎を製造していたが、現在は製造を終了している。

## 概要
もも太郎という名前だが、味はイチゴ味。セイヒョーが製造するもも太郎のみリンゴ果汁が使われており、第一食品のもも太郎とさかたやのもも太郎は無果汁である。
モンデリーズ・ジャパンが行った「地元民がおススメするご当地名産品ランキング」において、新潟県民がおすすめするデザートとして、新潟県民の42.7%の支持を得ている。
セイヒョーのもも太郎については、山崎製パンから「ご当地ランチパック」として「ランチパック いちごジャム&ホイップ」が発売されたり、カステラやドロップとのコラボレーションもしている。

## 歴史
もも太郎の原型は、お祭りの出店で売られていた「もも型」という、桃の形をした木型にかき氷といちごシロップを入れたものであり、第二次世界大戦後ごろから、それを元に食べやすいアイスバーの形になり、もも太郎という名前で販売されるようになった。